# Nilomantis thalassina
Nilomantis thalassina är en bönsyrseart som beskrevs av Henri Saussure 1899. Nilomantis thalassina ingår i släktet Nilomantis och familjen Iridopterygidae. Inga underarter finns listade i Catalogue of Life.